# 메리 데일리
메리 데일리(Mary Daly, 1928년 10월 16일 ~ 2010년 1월 3일)는 미국의 급진적 여성주의 철학자이자 신학자이다. 보스턴 칼리지에서 33년간 교편을 잡았다. 그녀는 스스로를 '급진적인 레즈비언 여성주의자'로 칭했다.